# ¡A reciclar se ha dicho!
¡A reciclar se ha dicho! es una historieta de la serie de Mortadelo y Filemón creada en el año 2011 por el autor español Francisco Ibáñez.

## Trayectoria editorial
Comenzó a publicarse en formato álbum en el número 144 de Magos del Humor en mayo de 2011 a un precio de 5,99 euros por unidad. Desde el 6 de julio del mismo año lo hizo en formato digital a un precio de 3,99 euros por unidad.

## Argumento
Con la crisis económica del momento, en la T.I.A. piensan que la única manera de ahorrar dinero es reciclando la tecnología y volviendo a usar los métodos, armas y transportes aparentemente anticuados: hondas, catapultas, carros y otras cosas. Para comprobar la eficacia de esos objetos Mortadelo y Filemón deberán hacer pruebas, que como siempre, acabarán en catástrofe. Finalmente, a consecuencia de una de estas pruebas, hacen explotar el Congreso, con lo que tienen que huir como de costumbre.